# Sovata
Sovata (rumænsk udtale: [soˈvata]; ungarsk: Szováta) er en by i distriktet Mureș i Transsylvanien, Rumænien. Byen, der har 9.703 (2021) indbyggere administrerer tre landsbyer: Căpeți (Kopac), Ilieși (Illyésmező) og Săcădat (Szakadát). I 2004 brød landsbyen Sărățeni ud for at danne en selvstændig kommune.

## Geografi
Byen er en del af regionen  Szeklerland (en) (Se også: Szekler) i den historiske provins Transsylvanien. Den ligger i den østlige del af distriktet, på grænsen til Harghita; distriktshovedstaden, Târgu Mureș, ligger 60 km mod vest.
Sovata ligger ved foden af Gurghiu-bjergene, i en højde mellem  475 og 530 moh. Den ligger mellem floden Corund og dalen af Târnava Mică. Floden Sovata udmunder i Târnava Mică i byen. 

## Historie
De første data om Sovata er fra 1578. I 1583 var det allerede en landsby. I 42 år, fra 1876 til 1918, hørte landsbyen til Komitat Maros-Torda i Kongeriget Ungarn.
På grund af de salte søer og det varme vand blev den et stadig mere populært kursted i slutningen af det 19. og det 20. århundrede. Den fik status som by i 1952.